# جيسي ستون
جيسي ستون (بالإنجليزية: Jesse Stone) هو سياسي أمريكي، ولد في 23 أغسطس 1836 في لنكولن في المملكة المتحدة، وتوفي في 11 مايو 1902 في ووترتاون في الولايات المتحدة. حزبياً، نشط في الحزب الجمهوري. وقد انتخب عضو جمعية ولاية ويسكونسن.